# 蘇沃洛夫 (圖拉州)
54°07′N 36°30′E / 54.117°N 36.500°E
蘇沃洛夫（俄语：Суво́ров）是俄羅斯圖拉州西部的一個城市，位於首府圖拉以西90公里。2002年人口21,213人。
蘇沃洛夫於1954年升格為城鎮。